# Dhotria Baisola
Dhotria Baisola o Dhotria Bhaisola fou un estat tributari protegit un dels thakurats governats per un rajput rathor feudataris de Dhar, dins l'agència de Bhopawar a l'Índia central. L'estat és conegut també només com a Dhotria i com a Bhaisola.
L'estat va signar un tracatat amb els britànics el 1818 pel qual el thakur quedava obligat a pagar un tribut anual de 250 lliures al raja de Dhar. La població era de gran majoria bhil. Formaven l'estat 9 pobles.